# 9 de maio
9 de maio é o 129.º dia do ano no calendário gregoriano (130.º em anos bissextos). Faltam 236 dias para acabar o ano.

## Eventos históricos

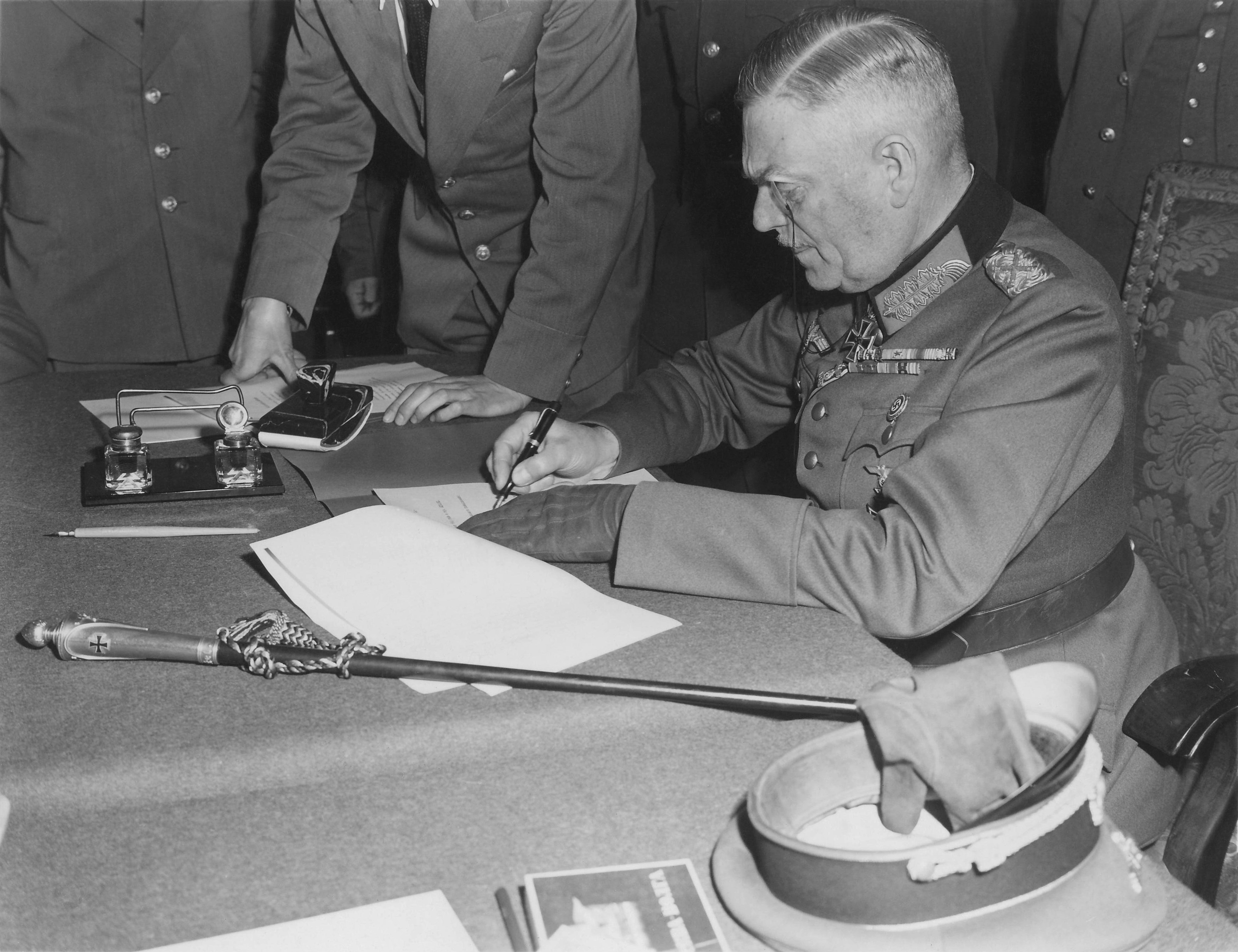
1945: Wilhelm Keitel ratifica a rendição alemã em Berlim-Karlshorst.

- 0328 — Atanásio é eleito Patriarca de Alexandria.[1]
- 1009 — Revolta lombarda: as forças lombardas lideradas por Melo revoltam-se em Bari contra o catepanato bizantino da Itália.[2]
- 1271 — Nona Cruzada, Eduardo I da Inglaterra desembarca em Acre.
- 1386 — Assinada a Aliança Luso-Britânica entre Portugal e Inglaterra, a mais antiga aliança entre nações a vigorar.
- 1540 — O navegador espanhol Hernando de Alarcón embarca em uma expedição ao Golfo da Califórnia.
- 1864 — Segunda Guerra do Eslésvico: a marinha dinamarquesa derrota as frotas austríaca e prussiana na Batalha de Heligoland.[3]
- 1865 — Guerra Civil Americana: o presidente dos Estados  Unidos, Andrew Johnson, emite uma proclamação encerrando os direitos beligerantes dos rebeldes separatistas de sua nação ordenando que nações estrangeiras internassem ou expulsassem navios dos separatistas confederados.
- 1873 — Pânico de 1873: O crash da bolsa de valores de Viena anuncia a Longa Depressão.
- 1877 — Mihail Kogălniceanu lê, na Câmara dos Deputados, a Declaração de Independência da Romênia. Este dia tornou-se o Dia da Independência da Romênia.
- 1901 — A Austrália inaugura seu primeiro Parlamento em Melbourne.
- 1911 — As obras de Gabriele d'Annunzio são colocadas no Índice de Livros Proibidos pelo Vaticano.
- 1920 — Guerra polaco-soviética: o exército polonês sob o comando do general Edward Rydz-Śmigły celebra a captura de Kiev com um desfile de vitória em Khreshchatyk.[4]
- 1926 — Almirante Richard E. Byrd e Floyd Bennett afirmam ter sobrevoado o Polo Norte (a descoberta posterior do diário de Byrd parece lançar algumas dúvidas sobre a afirmação).
- 1936 — Itália formalmente anexa a Etiópia depois de tomar a capital Adis Abeba em 5 de maio.
- 1941 — Segunda Guerra Mundial: o submarino alemão U-110 é capturado pela Marinha Real Britânica. A bordo está a mais recente máquina Enigma que os criptógrafos aliados usaram mais tarde para quebrar mensagens alemãs codificadas.
- 1942 — O Holocausto na Ucrânia: as SS executam 588 residentes judeus da cidade podoliana de Zinkiv (região de Khmelnytska). O gueto de Zoludek (na Bielorrússia) é destruído e todos os seus habitantes executados ou deportados.
- 1945 — Segunda Guerra Mundial: o Instrumento da rendição alemã é ratificado no quartel soviético em Berlim-Karlshorst.
- 1946 — O rei Vítor Emanuel III da Itália abdica e é sucedido por seu filho, Humberto II.
- 1950 — Robert Schuman apresenta sua proposta para a criação de uma Europa organizada, que segundo ele era indispensável para a manutenção de relações pacíficas. Esta proposta, conhecida como "Declaração Schuman", é considerada por algumas pessoas como o início da criação do que é hoje a União Europeia.
- 1955 — Guerra Fria: a Alemanha Ocidental junta-se à OTAN.
- 1960 — A Food and Drug Administration, uma agência governamental dos Estados Unidos, autoriza a venda de anticoncepcionais no território da nação sob a qual tem jurisdição.

- 1969 — Carlos Lamarca lidera a primeira ação guerrilheira urbana contra a ditadura militar brasileira em São Paulo, roubando dois bancos.
- 1979 — O empresário judeu iraniano Habib Elghanian é executado por um pelotão de fuzilamento em Teerã, provocando o êxodo em massa da outrora 80 000 pessoas da comunidade judaica do Irã.
- 1982 — Inauguração do Terminal Rodoviário Tietê em São Paulo, o maior da América Latina.
- 1987 — Voo LOT Polish Airlines 5055 cai após a decolagem em Varsóvia, na Polônia, matando todas as 183 pessoas a bordo.
- 1992 — Forças da Armênia capturam Shusha durante a Guerra de Nagorno-Karabakh.
- 1999 — Rede Manchete Encerra suas Atividades entregando concessoes e estudios ao grupo TeleTV.
- 2001 — Em Gana, 129 torcedores de futebol morrem no que ficou conhecido como o desastre do Accra Sports Stadium. As mortes são causadas por uma debandada (causada pelo disparo de gás lacrimogêneo por policiais no estádio) que se seguiu a uma decisão polêmica do árbitro.[5]
- 2015 — Um avião Airbus A400M Atlas de transporte militar cai perto da cidade espanhola de Sevilha matando as três pessoas a bordo.
- 2022 — Guerra Russo-Ucraniana: o presidente dos Estados Unidos, Joe Biden, assina a Lei Lend-Lease de 2022, uma política reiniciada da era da Segunda Guerra Mundial que despacha equipamentos norte-americanos para a Ucrânia e outros países do Leste Europeu.[6]
- 2023 — Formação do Ciclone Mocha que mata pelo menos 84 pessoas nos próximos dias ao atingir Myanmar e Bangladesh, provocando deslocamento de 1,2 milhões de pessoas.

## Nascimentos

### Anteriores ao século XIX
- 1147 — Minamoto no Yoritomo, xogum japonês (m. 1199).
- 1741
  - Giovanni Paisiello, compositor italiano (m. 1816).
  - Gregorio García de la Cuesta, militar espanhol (m. 1811).
- 1763 — János Batsányi, poeta húngaro (m. 1845).
- 1784 — Jorge de Oldemburgo (m. 1812).

### Século XIX
- 1803 — Costa Cabral, estadista português (m. 1889).
- 1804 — Hewett Cottrell Watson, botânico britânico (m. 1881).
- 1810 — Mariana dos Países Baixos (m. 1883).
- 1814 — Maria Luísa de Hesse-Cassel (m. 1895).
- 1828 — Johannes Müller Argoviensis, botânico suíço (m. 1896).
- 1837
  - Antônio Luís von Hoonholtz, Barão de Tefé, diplomata, geógrafo, político e almirante brasileiro (m. 1931).
  - Adam Opel, empresário alemão (m. 1895).
- 1843 — Anton von Werner, pintor alemão (m. 1915).
- 1849 — Imperatriz Shōken do Japão (m. 1914).
- 1860
  - J. M. Barrie, escritor britânico (m. 1937).
  - William Kemmler, criminoso estadunidense (m. 1890).
- 1871 — Jorge Alexandrovich da Rússia (m. 1899).
- 1874 — Howard Carter, arqueólogo e egiptólogo britânico (m. 1939).
- 1883 — José Ortega y Gasset, filósofo espanhol (m. 1955).
- 1888 — Francesco Baracca, aviador italiano (m. 1918).
- 1889 — Zhang Qun, político e militar chinês (m. 1990).
- 1892 — Zita de Bourbon-Parma, imperatriz austríaca (m. 1989).
- 1895
  - Ascenso Ferreira, poeta brasileiro (m. 1965).
  - Richard Barthelmess, ator estadunidense (m. 1963).
  - Lucian Blaga, poeta, dramaturgo e filósofo romeno (m. 1961).

### Século XX

#### 1901–1950
- 1904
  - Gregory Bateson, antropólogo, cientista social, linguista e semiólogo britânico (m. 1980).
  - Gösta Stoltz, enxadrista sueco (m. 1963).
- 1906 — Nicholas Mayall, astrônomo estadunidense (m. 1993).
- 1909
  - Gordon Bunshaft, arquiteto estadunidense (m. 1990).
  - Abdul Majid Kubar, político líbio (m. 1988).
- 1911 — Knut Hansson, futebolista sueco (m. 1990).
- 1912
  - Pedro Armendáriz, ator mexicano (m. 1963).
  - Janusz Patrzykont, jogador de basquete polonês (m. 1982).
- 1917 — Fay Kanin, dramaturga e roteirista estadunidense (m. 2013).
- 1918
  - Axel Grönberg, lutador sueco (m. 1988).
  - Mike Wallace, jornalista e ator estadunidense (m. 2012).
- 1920 — Newton Sucupira, professor brasileiro (m. 2007).
- 1921 — Sophie Scholl, ativista alemã (m. 1943).
- 1922 — Manuel Capela, ex-futebolista português.
- 1926 — Colin Chapman, designer, automobilista, inventor e construtor automobilístico britânico (m. 1982).
- 1927 — Fausto Sarli, estilista italiano (m. 2010).
- 1928 — Pancho Gonzales, tenista estadunidense (m. 1995).
- 1931 — Klára Bánfalvi-Fried, canoísta húngara (m. 2009).
- 1932
  - Geraldine McEwan, atriz britânica (m. 2015).
  - Javier Ambrois, futebolista uruguaio (m. 1975).
- 1935 — Roger Hargreaves, escritor e ilustrador britânico (m. 1988).
- 1936
  - Glenda Jackson, atriz e política britânica (m. 2023).
  - Albert Finney, ator britânico (m. 2019).
- 1937 — Rafael Moneo, arquiteto espanhol.
- 1938 — Charles Simic, poeta, acadêmico e tradutor estadunidense (m. 2023).
- 1939 — Ion Țiriac, ex-tenista e empresário romeno.
- 1942
  - Nei Lopes, cantor, compositor, historiador e escritor brasileiro.
  - John Ashcroft, político estadunidense.
- 1943
  - Kiyoshi Kuromiya, autor e ativista estadunidense (m. 2000).
  - Ove Grahn, futebolista sueco (m. 2007).
- 1944
  - César Costa Filho, compositor, cantor e violonista brasileiro (m. 2022).
  - Laurence Owen, patinadora artística estadunidense (m. 1961).
- 1945
  - Jupp Heynckes, ex-futebolista e ex-treinador de futebol alemão.
  - Claude Barthélemy, ex-futebolista haitiano (m. 2020).
- 1946 — Candice Bergen, atriz estadunidense.
- 1947
  - Andy Sutcliffe, automobilista britânico (m. 2015).
  - Michael Levitt, bioquímico sul-africano.
- 1949
  - Billy Joel, músico, cantor e compositor estadunidense.
  - Ibrahim Baré Maïnassara, militar e político nigerino (m. 1999).
- 1950
  - Angelika Buck, ex-patinadora artística alemã.
  - Marcheline Bertrand, atriz estadunidense (m. 2007).

#### 1951–2000
- 1951
  - Cláudio Duarte, ex-futebolista e treinador de futebol brasileiro.
  - Geoff Ryman, escritor canadense.
- 1952 — Zdeněk Nehoda, ex-futebolista e treinador de futebol tcheco.
- 1953 — Kojo, cantor finlandês.
- 1954 — Balázs Taróczy, ex-tenista húngaro.
- 1955
  - Anne Sofie von Otter, mezzo-soprano e atriz sueca.
  - Kevin Peter Hall, ator estadunidense (m. 1991).
  - João Bourbonnais, ator e diretor brasileiro.
- 1957
  - Fulvio Collovati, ex-futebolista italiano.
  - Isabela Scalabrini, jornalista brasileira.
- 1958 — Julio César Uribe, ex-futebolista e treinador de futebol peruano.
- 1959 — János Áder, advogado e político húngaro.
- 1960 — Izolda Cela, professora, psicóloga e política brasileira.
- 1961
  - Antonio Anastasia, político brasileiro.
  - Roney Villela, ator e diretor teatral brasileiro.
- 1962
  - Dave Gahan, músico britânico.
  - Paul Heaton, cantor e compositor britânico.
- 1963 — Alba Valéria, atriz brasileira.
- 1964 — Genar Andrinúa, ex-futebolista espanhol.
- 1965 — Sandra Corveloni, atriz brasileira.
- 1966 — Marco Pascolo, ex-futebolista suíço.
- 1968
  - Marie-José Perec, ex-velocista francesa.
  - Carla Overbeck, ex-futebolista estadunidense.
- 1969
  - Hugo Hoyama, mesa-tenista brasileiro.
  - Hudson Leick, atriz estadunidense.
  - Hugo Maradona, futebolista argentino (m. 2021).
- 1972
  - Lisa Ann, ex-atriz estadunidense de filmes eróticos.
  - Daniela Silivaș, ex-ginasta romena.
- 1973
  - Tegla Loroupe, atleta queniana.
  - Henrique Zambelli, roteirista, apresentador, diretor, produtor e ator brasileiro.
- 1975 — Chris Diamantopoulos, ator canadense.
- 1977 — Marek Jankulovski, ex-futebolista tcheco.
- 1978
  - Leandro Cufré, ex-futebolista argentino.
  - Chico Silva, ex-futebolista português.
- 1979
  - Rosario Dawson, atriz estadunidense.
  - Mirosław Sznaucner, ex-futebolista polonês.
  - Pierre Bouvier, músico canadense.
  - Éric Cubilier, ex-futebolista francês.
  - Andrew W.K., cantor e compositor estadunidense.
- 1980
  - Chupe, ex-futebolista guinéu-equatoriano.
  - Carlos Casteglione, ex-futebolista argentino.
  - Marcos Veras, ator, diretor, roteirista e humorista brasileiro.
  - Nicolae Dică, ex-futebolista romeno.
- 1981
  - Johnny Herrera, ex-futebolista chileno.
  - José Luis Garcés, ex-futebolista panamenho.
- 1982
  - Alex Bruno, ex-futebolista brasileiro.
  - Matias Damásio, músico angolano.
  - Barbara Cabrita, modelo e atriz francesa.
  - Kim Jung-woo, ex-futebolista sul-coreano.
- 1983
  - Carol Nakamura, atriz e bailarina brasileira.
  - Gilles Müller, ex-tenista luxemburguês.
- 1984
  - Ayaka Hirahara, cantora, compositora, letrista e saxofonista japonesa.
  - Natália Falavigna, ex-taekwondista brasileira.
- 1985
  - Hugo Monteiro, ex-futebolista português.
  - Audrina Patridge, atriz estadunidense.
  - Chris Zylka, ator e modelo estadunidense.
  - Matthew Busche, ex-ciclista estadunidense.
- 1986
  - Édson Silva, futebolista brasileiro.
  - Christian Bekamenga, futebolista camaronês.
  - Grace Gummer, atriz estadunidense.
- 1987 — Kevin Gameiro, futebolista francês.
- 1988
  - Matías Suárez, futebolista argentino.
  - Timm Klose, futebolista suíço.
- 1990
  - Evgeny Donskoy, tenista russo.
  - Diego Mariño, futebolista espanhol.
- 1991
  - Genki Haraguchi, futebolista japonês.
  - Majlinda Kelmendi, judoca kosovar.
  - Erick Green, jogador de basquete estadunidense.
- 1992 — Rachid Ghezzal, futebolista argelino.
- 1993
  - Bonnie Rotten, atriz estadunidense.
  - Laura Muir, meio-fundista britânica.
- 1994
  - Vittorio Ghirelli, automobilista italiano.
  - Mia Tomé, atriz portuguesa.
- 1995
  - Ami Kondo, judoca japonesa.
  - Shaboozey, cantor e compositor estadunidense.
- 1996
  - João Vítor Silva, ator brasileiro.
  - Noah Centineo, ator estadunidense.
  - Luiz Altamir Melo, nadador brasileiro.
- 1998
  - Faiq Bolkiah, futebolista bruneíno.
  - Douglas Luiz, futebolista brasileiro.
- 1999 — Guilherme Natan de Lima, futebolista brasileiro.
- 2000 — Xiuhtezcatl Martinez, ativista estadunidense.

### Século XXI
- 2002 — Cree Cicchino, atriz estadunidense.
- 2003 — Zezinho Muggiati, piloto de automobilismo brasileiro.

## Mortes

### Anteriores ao século XIX
- 0729 — Osric da Nortúmbria (n. ?).
- 1280 — Magno VI da Noruega (n. 1238).
- 1315 — Hugo V, Duque da Borgonha (n. 1282).
- 1382 — Margarida I da Borgonha, princesa francesa
- 1443 — Niccolò Albergati, cardeal e diplomata italiano (n. 1373).
- 1707 — Dieterich Buxtehude, compositor e organista teuto-dinamarquês (n. 1637).
- 1736 — Diogo de Mendonça Corte-Real, juiz e político português (n. 1658).
- 1753 — José Pereira de Brito e Castro, militar português (n. 1692)
- 1760 — Nicolas Zinzendorf, bispo e santo alemão (n. 1700).
- 1789 — Jean-Baptiste Vaquette de Gribeauval, general e engenheiro francês (n. 1715).

### Século XIX
- 1805 — Friedrich Schiller, poeta, filósofo e historiador alemão; (n. 1759).
- 1867 — Jacques-Joseph Champollion, arqueólogo francês (n. 1778).
- 1897 — Isabel Fernanda de Bourbon, condessa Gurowska (n. 1821).
- 1898 — André Rebouças, engenheiro brasileiro (n. 1838).

### Século XX
- 1931 — Albert Abraham Michelson, físico alemão (n. 1852).
- 1965 — Dorothy Greenhough-Smith, patinadora artística britânica (n. 1882).
- 1976 — Floyd Council, guitarrista norte-americano (n. 1911).
- 1977 — Carmen Rendiles Martínez, freira e santa católica venezuelana (n. 1903).
- 1978 — Aldo Moro, político italiano (n. 1916).
- 1981 — Nelson Algren, escritor estado-unidense (n. 1909).
- 1982 — Renato Corte Real, ator e comediante brasileiro (n. 1924).
- 1985 — Svea Norén, patinadora artística sueca (n. 1895).
- 1986 — Tenzing Norgay, alpinista nepalês (n. 1914).
- 1997 — Marco Ferreri, cineasta italiano (n. 1928).

### Século XXI
- 2001 — Nikos Sampson, político cipriota (n. 1935).
- 2004 — Brenda Fassie, cantora sul-africana (n. 1964).
- 2007
  - Herval Rossano, ator e diretor brasileiro (n. 1935).
  - Alfred D. Chandler, historiador norte-americano (n. 1918).
  - Gino Pariani, futebolista norte-americano (n. 1928).
- 2008 — Artur da Távola, jornalista e político brasileiro (n. 1936).
- 2009 — Chuck Daly, técnico de basquete estadunidense (n. 1930).
- 2014
  - Mel Patton, velocista norte-americano (n. 1924).
  - Mary Stewart, escritora britânica (n. 1916).
- 2018 — Per Kirkeby, pintor, poeta, cineasta e escultor dinamarquês (n. 1938).
- 2020 — Little Richard, músico norte-americano (n. 1932).
- 2023 — David Miranda, jornalista e político brasileiro (n.1985).

## Feriados e eventos cíclicos
- Dia da Europa

### Internacional
- Dia da Vitória na Guerra Patriótica (Segunda Guerra Mundial) - Rússia
- Dia da Memória (Segunda Guerra Mundial) - Uzbequistão
- Dia do Goku - Japão

### Portugal
- Feriado Municipal de Idanha-a-Nova

### Brasil
- Aniversário de Juína - Mato Grosso
- Aniversário de Padre Bernardo - Goiás
- Aniversário de Pintadas - Bahia
- Aniversário de Teixeira de Freitas - Bahia
- Dia Estadual da Polícia Civil - Goiás
- Dia Nacional do Empregado Sindical

### Cristianismo
- Carmen Rendiles Martínez
- Jorge Preca
- Nicolas Zinzendorf
- Nicolau Albergati
- Pacômio

## Outros calendários
- No calendário romano era o 7.º dia (VII) antes dos idos de maio.
- No calendário litúrgico tem a letra dominical C para o dia da semana.
- No calendário gregoriano a epacta do dia é xx.